# 뉴 스트레이츠 타임스
뉴 스트레이츠 타임스(영어: New Straits Times)는 말레이시아의 영어 신문이다.